# Campeonato Mundial de Natação em Piscina Curta de 2002
O Campeonato Mundial de Natação em Piscina Curta de 2002 foi a sexta edição do Campeonato Mundial de Natação em Piscina Curta. Foi realizado na cidade de Moscou, na Rússia, de 3 a 7 de abril.

## Quadro de Medalhas
| #  | País           | Gold. | Silver. | Bronze. | Total |
| -- | -------------- | ----- | ------- | ------- | ----- |
| 1  | Austrália      | 10    | 7       | 1       | 18    |
| 2  | Estados Unidos | 8     | 9       | 9       | 26    |
| 3  | Suécia         | 7     | 2       | 1       | 10    |
| 4  | Ucrânia        | 5     | 0       | 2       | 7     |
| 5  | China          | 3     | 4       | 5       | 12    |
| 6  | Eslováquia     | 2     | 1       | 0       | 3     |
| 7  | Reino Unido    | 1     | 2       | 3       | 6     |
| 8  | Eslovênia      | 1     | 2       | 1       | 4     |
| 9  | Finlândia      | 1     | 1       | 2       | 4     |
| 10 | Argentina      | 1     | 1       | 1       | 3     |
|    | Canadá         | 1     | 1       | 1       | 3     |
| 12 | Rússia         | 0     | 2       | 5       | 7     |
| 13 | Brasil         | 0     | 2       | 0       | 2     |
|    | Japão          | 0     | 2       | 0       | 2     |
|    | Chéquia        | 0     | 2       | 0       | 2     |
| 16 | África do Sul  | 0     | 1       | 0       | 1     |
|    | Croácia        | 0     | 1       | 0       | 1     |
| 18 | Dinamarca      | 0     | 0       | 2       | 2     |
|    | Suíça          | 0     | 0       | 2       | 2     |
| 20 | Argélia        | 0     | 0       | 1       | 1     |
|    | Alemanha       | 0     | 0       | 1       | 1     |
|    | Áustria        | 0     | 0       | 1       | 1     |
|    | Israel         | 0     | 0       | 1       | 1     |
|    | Itália         | 0     | 0       | 1       | 1     |
|    | Roménia        | 0     | 0       | 1       | 1     |

## Resultados
Resultados abaixo:
| Evento              | Ouro                                                                                    | Tempo    | Prata                                                                             | Tempo    | Bronze                                                                          | Tempo    |
| Livre               |                                                                                         |          |                                                                                   |          |                                                                                 |          |
| 50 m Masculino      | José Meolans                                                                            | 21"36    | Mark Foster                                                                       | 21"44    | Oleksandr Volinets Alexander Popov                                              | = 21"55  |
| 50 m Feminino       | Therese Alshammar                                                                       | 24"16    | Alison Sheppard                                                                   | 24"28    | Tammie Stone                                                                    | 24"65    |
| 100 m Masculino     | Ashley Callus                                                                           | 46"99    | José Meolans                                                                      | 47"09    | Salim Iles                                                                      | 47"66    |
| 100 m Feminino      | Therese Alshammar                                                                       | 52"89    | Martina Moravcová                                                                 | 52"96    | Xu Yanvei                                                                       | 53"35    |
| 200 m Masculino     | Klete Keller                                                                            | 1'44"36  | Gustavo Borges                                                                    | 1'45"67  | Mark Johnston                                                                   | 1'45"88  |
| 200 m Feminino      | Lindsay Benko                                                                           | 1'54"04  | Yang Yu                                                                           | 1'55"34  | Xu Yanvei                                                                       | 1'55"63  |
| 400 m Masculino     | Grant Hackett                                                                           | 3'38"29  | Květoslav Svoboda                                                                 | 3'41"97  | Chad Carvin                                                                     | 3'43"55  |
| 400 m Feminino      | Yana Klochkova                                                                          | 4'01"26  | Chen Hua                                                                          | 4'03"81  | Rachel Komisarz                                                                 | 4'06"30  |
| 800 m Feminino      | Chen Hua                                                                                | 8'16"34  | Irina Oufimtseva                                                                  | 8'21"91  | Flavia Rigamonti                                                                | 8'23"38  |
| 1500 m Masculino    | Grant Hackett                                                                           | 14'33"94 | Chris Thompson                                                                    | 14'39"43 | Christian Minotti                                                               | 14'45"94 |
| 4 x 100 m Masculino | Estados Unidos · Scott Tucker · Peter Marshall · Jason Lezak · Klete Keller             | 3'10"64  | Suécia · Eric Lafleur · Stefan Nystrand · Lars Frölander · Mathias Ohlin          | 3'11"14  | Rússia · Leonid Khokhlov · Alexander Popov · Denis Pimankov · Andrey Kapralov   | 3'11"24  |
| 4 x 100 m Feminino  | Suécia · Josefin Lillhage · Therese Alshammar · Johanna Sjöberg · Anna-Karin Kammerling | 3'35"09  | Austrália · Sarah Ryan · Petria Thomas · Giaan Rooney · Elka Graham               | 3'35"97  | China · Yang Yu · Tang Jingzhi · Zhu Yingven · Xu Yanvei                        | 3'36"18  |
| 4 x 200 m Masculino | Austrália · Todd Pearson · Ray Hass · Leon Dunne · Grant Hackett                        | 7'00"36  | Rússia · Denis Rodkin · Yuri Prilukov · Ilya Nikitin · Andrey Kapralov            | 7'05"36  | Estados Unidos · Chad Carvin · Erik Vendt · Scott Tucker · Klete Keller         | 7'08"73  |
| 4 x 200 m Feminino  | China · Xu Yanvei · Zhu Yingven · Tang Jingzhi · Yang Yu                                | 7'46"30  | Estados Unidos · Lindsay Benko · Gabrielle Rose · Colleen Lanne · Rachel Komisarz | 7'47"55  | Austrália · Elka Graham · Petria Thomas · Lori Munz · Giaan Rooney              | 7'49"50  |
| Borboleta           |                                                                                         |          |                                                                                   |          |                                                                                 |          |
| 50 m Masculino      | Geoff Huegill                                                                           | 22"89    | Adam Pine                                                                         | 23"29    | Mark Foster                                                                     | 23"36    |
| 50 m Feminino       | Anna-Karin Kammerling                                                                   | 25"55    | Petria Thomas                                                                     | 26"36    | Vered Borochovski                                                               | 26"38    |
| 100 m Masculino     | Geoff Huegill                                                                           | 50"95    | Adam Pine                                                                         | 51"27    | Igor Marchenko                                                                  | 51"41    |
| 100 m Feminino      | Martina Moravcová                                                                       | 57"04    | Petria Thomas                                                                     | 57"91    | Anna-Karin Kammerling                                                           | 58"12    |
| 200 m Masculino     | James Hickman                                                                           | 1'53"14  | Justin Norris                                                                     | 1'54"07  | Ioan Gherghel                                                                   | 1'54"16  |
| 200 m Feminino      | Petria Thomas                                                                           | 2'05"76  | Yang Yu                                                                           | 2'06"10  | Mary De Scenza                                                                  | 2'06"17  |
| Costas              |                                                                                         |          |                                                                                   |          |                                                                                 |          |
| 50 m Masculino      | Matt Welsh                                                                              | 23"66    | Peter Marshall                                                                    | 24"04    | Toni Helbig                                                                     | 24"17    |
| 50 m Feminino       | Jennifer Carroll                                                                        | 27"38    | Haley Cope                                                                        | 27"44    | Diana McManus                                                                   | 27"60    |
| 100 m Masculino     | Matt Welsh                                                                              | 51"26    | Aaron Peirsol                                                                     | 51"71    | Peter Marshall                                                                  | 51"84    |
| 100 m Feminino      | Haley Cope                                                                              | 59"07    | Ilona Hlaváčková                                                                  | 59"13    | Diana McManus                                                                   | 59"45    |
| 200 m Masculino     | Aaron Peirsol                                                                           | 1'51"17  | Marko Strahija                                                                    | 1'53"08  | Blaž Medvešek                                                                   | 1'53"66  |
| 200 m Feminino      | Lindsay Benko                                                                           | 2'04"97  | Reiko Nakamura                                                                    | 2'07"30  | Irina Anshennikova                                                              | 2'07"71  |
| Peito               |                                                                                         |          |                                                                                   |          |                                                                                 |          |
| 50 m Masculino      | Oleg Lisogor                                                                            | 26"86    | Eduardo Fischer                                                                   | 27"23    | Remo Lütolf                                                                     | 27"44    |
| 50 m Feminino       | Emma Igelström                                                                          | 29"96    | Luo Xuejuan                                                                       | 30"17    | Zoe Baker                                                                       | 30"56    |
| 100 m Masculino     | Oleg Lisogor                                                                            | 58"33    | Kosuke Kitajima                                                                   | 59"10    | Jarno Pihlava                                                                   | 59"22    |
| 100 m Feminino      | Emma Igelström                                                                          | 1'05"38  | Sarah Poewe                                                                       | 1'06"16  | Luo Xuejuan                                                                     | 1'06"36  |
| 200 m Masculino     | Jim Piper                                                                               | 2'07"16  | David Denniston                                                                   | 2'07"42  | Jarno Pihlava                                                                   | 2'07"61  |
| 200 m Feminino      | Hui Qi                                                                                  | 2'20"91  | Emma Igelström                                                                    | 2'21"60  | Mirna Jukic                                                                     | 2'21"63  |
| Medley              |                                                                                         |          |                                                                                   |          |                                                                                 |          |
| 100 m Masculino     | Peter Mankoč                                                                            | 52"90    | Jani Sievinen                                                                     | 53"78    | Jakob Andersen                                                                  | 54"31    |
| 100 m Feminino      | Martina Moravcová                                                                       | 59"91    | Gabrielle Rose                                                                    | 1'00"68  | Alison Sheppard                                                                 | 1'00"88  |
| 200 m Masculino     | Jani Sievinen                                                                           | 1'55"45  | Peter Mankoč                                                                      | 1'56"13  | Tom Wilkens                                                                     | 1'57"34  |
| 200 m Feminino      | Yana Klochkova                                                                          | 2'08"92  | Gabrielle Rose                                                                    | 2'09"77  | Oxana Verevka                                                                   | 2'11"25  |
| 400 m Masculino     | Tom Wilkens                                                                             | 4'04"82  | Brian Johns                                                                       | 4'06"85  | Jacob Carstensen                                                                | 4'08"92  |
| 400 m Feminino      | Yana Klochkova                                                                          | 4'30"63  | Alenka Kejžar                                                                     | 4'35"44  | Georgina Bardach                                                                | 4'36"36  |
| 4 x 100 m Masculino | Estados Unidos · Aaron Peirsol · David Denniston · Peter Marshall · Jason Lezak         | 3'29"00  | Austrália · Geoff Huegill · Jim Piper · Adam Pine · Ashley Callus                 | 3'29"35  | Rússia · Evgueni Alechine · Dmitry Komornikov · Igor Marchenko · Denis Pimankov | 3'30"21  |
| 4 x 100 m Feminino  | Suécia · Therese Alshammar · Emma Igelström · Anna-Karin Kammerling · Johanna Sjöberg   | 3'55"78  | Estados Unidos · Haley Cope · Amanda Beard · Rachel Komisarz · Lindsay Benko      | 3'57"17  | China · Zhan Shu · Luo Xuejuan · Zheng Xi · Xu Yanvei                           | 3'57"29  |